# Дженгал
Дженгал или Джангал, известен още като Момини двори (2730 m) е връх в Пирин. Гранитната му снага се издига на страничното Полежанско било, между седловината Дженгалска порта и връх Момин двор (2722 m). Склоновете му стръмно се спускат към ограждащите го циркуси.

## Име
Сред любителите на планината името Дженгал винаги е представлявало интерес. Изследвания относно значението на това название са правени от К. Попов, Н. Даутов, И. Тантилов, М. Москов и др.
В туристическата литература името на върха най-често се свързва с едно от значенията на думата „джангал“ – дойна овца, която е загубила агнето си. При стрижбата на тези овце оставяли по един кичур вълна, за да ги отличават от останалите. Някои автори на туристическа литература неправилно твърдят, че думата джангал означава пискюл. Тези думи имат коренно различно значение. Други свързват названието с няколко легенди, според които Дженгал е божество от култа към бог Перун, име на хайдутин или главатар на разбойническа дружина действали в района.
Два пъти са правени опити за смяната на името на върха. Първият е през 1942 г., със заповед на Министерството на народното просвещение. Съгласно нея Джангал е преименуван на Голец, име което не успява да се наложи през годините. В края на 80-те години на XX век е направен нов опит и върхът е наречен Самодивски. Това название също не добива популярност сред местното население и туристите.

## Туристически маршрути
Дженгал може да бъде изкачен от няколко места. Най-достъпната и удобна пътека започва от заслон Тевно езеро. Тя е означена с неофициална маркировка – боя, оранжеви точки. Пътеката, започваща от заслона, се изкачва на седловината югоизточно от връх Валявишки чукар, след което се спуска надолу в източна посока, достигайки назъбения гребен южно от връх Дженгал. Тя подсича гребена от северозапад, след което излиза на него в северния му край. От това място връхната кота се достига по лесен терен от южната страна. Възможно, но опасно и с висока техническа трудност, е изкачването откъм седловината Дженгалска порта. Пътеката е едва забележима, на места обрасла с клек. Тя преодолява стръмен назъбен гребен и излиза на малко плато по северния склон на върха. От него сравнително лесно се изкачва връхната кота. Изкачване може да се направи и откъм Попово езеро. Пътеката на много места се губи по склона. Тя минава между отвесните скали над езерото и излиза на платото по северния склон на върха, където се събира с тази от Дженгалската порта.